# Anna Puzio
Anna Puzio (* 11. Juni 1994 in Chorzów) ist eine deutsche Philosophin, römisch-katholische Theologin und Germanistin. Ihre Forschungsschwerpunkte sind die Anthropologie, Technikanthropologie und Technikethik. Sie arbeitet zur (interdisziplinären) Technikanthropologie und zu anthropologisch-ethischen Aspekten der Robotik. Seit 2022 ist sie als Forscherin im Forschungsprogramm Ethics of Socially Disruptive Technologies (ESDiT) an der University of Twente (Niederlande) tätig.

## Leben
Anna Puzio wuchs vor allem in Oldenburg (Oldenburg) auf. An der Universität Münster war sie viele Jahre u. a. am Lehrstuhl für philosophische Grundfragen der Theologie bei Klaus Müller tätig. Nach einem Studium der Theologie, Germanistik und Philosophie in Münster und München promovierte sie in Philosophie am Lehrstuhl für Medienethik an der Hochschule für Philosophie München zur Anthropologie des Transhumanismus. Die Dissertation wurde unter dem Titel Über-Menschen. Philosophische Auseinandersetzung mit der Anthropologie des Transhumanismus veröffentlicht. Sie promovierte im Rahmen des interdisziplinären, kooperativen Promotionskollegs Ethik, Kultur und Bildung für das 21. Jahrhundert der Hochschule für Philosophie München, der Katholischen Stiftungshochschule und der Katholischen Universität Eichstätt mit einem Stipendium der Hanns-Seidel-Stiftung.
Nach beruflichen und wissenschaftlichen Stationen in Münster, München, Frankfurt am Main und Wien lebt sie zurzeit in Münster und arbeitet an der University of Twente im niederlandeweiten Ethics of Socially Disruptive Technologies Programme (ESDiT) der Universitäten Eindhoven University of Technology, Universiteit Leiden, University of Twente, Universiteit Utrecht, Wageningen University & Research und Technische Universiteit Delft und University Medical Center Utrecht.

## Forschung und Werk
In ihren internationalen und interdisziplinären Vortrags- und Publikationstätigkeiten zur Anthropologie und Ethik greift sie gegenwartsbezogene Fragestellungen und aktuelle gesellschaftliche Herausforderungen auf. Mit ihren Medienbeiträgen u. a. im Rundfunk leistet sie öffentlichkeitswirksam Aufklärung zur Technikthemen. Daneben arbeitet sie in verschiedenen wissenschaftlichen Netzwerken und Forschungsprojekten, kirchlichen und ethischen Kommissionen mit. Unter anderem ist sie Mitglied des Board of Directors des internationalen Netzwerks zu „AI Ethics“ (Sydney, Australien). In ihrer Forschung ist sie interdisziplinär und international ausgerichtet, legt Wert auf Diversität und Diskriminierungssensibilität.
In ihrem Forschungsschwerpunkt der Technikanthropologie beschäftigt sie sich mit der Frage, wie sich das Menschen- und Körperverständnis im Kontext der Technologisierung verändern. Jenseits tradierter anthropologischer Konzepte sucht sie nach neuen, innovativen Wegen in der Anthropologie und vertritt ein dynamisches, offenes und inklusives Menschen- und Körperverständnis, das offen für Veränderungen des Menschen ist und Diversität berücksichtigt. Sie bezieht sich dabei u. a. auf den Kritischen Posthumanismus und Neuen Materialismus.
Mit ihrer Monografie Über-Menschen. Philosophische Auseinandersetzung mit der Anthropologie des Transhumanismus legte sie die erste philosophische Studie zur Anthropologie des Transhumanismus vor. Neben dem Transhumanismus forscht sie zur Körperoptimierung, Enhancement und Medizinethik. Im Ethics of Socially Disruptive Technologies Programme (ESDiT) forscht sie zu Zukunftstechnologien wie Reproduktionstechnologien, Bio- und Gehirn-Technologien, Robotik, Geo- und Climate-Engineering.
Ein Forschungsschwerpunkt von Puzio bildet die Roboterethik. Hier untersucht sie anthropologische und ethische Aspekte der Mensch-Roboter-Interaktion und erforscht die Beziehungen von Mensch und Roboter.
Als christliche Theologin widmet sich Puzio den Zusammenhängen von Theologie/Religion und Technik und arbeitet zu religiösen Robotern. Sie ist Initiatorin und Mitgründerin des interreligiösen, internationalen Netzwerks für Theologie und KI. Außerdem ist sie Gründerin und Herausgeberin der Buchreihe Theologie und Künstliche Intelligenz beim wbg-Verlag.
In ihrer Forschung verbindet sie außerdem die Technikethik mit der Umweltethik und untersucht das Verhältnis zu nicht-menschlichen Entitäten wie Tieren und Maschinen.

## Veröffentlichungen (Auswahl)

### Autor
- Über-Menschen. Philosophische Auseinandersetzung mit der Anthropologie des Transhumanismus. Bielefeld: Transcript 2022. DOI:10.14361/9783839463055. Online unter: https://www.transcript-verlag.de/detail/index/sArticle/6012. ISBN 978-3-8376-6305-1. (in über 500 wiss. Bibl.[14])

### Herausgeber oder Co-Autor
- zus. mit Eva-Maria Endres und Carolin Rutzmoser (Hg.): Menschsein in einer technisierten Welt. Interdisziplinäre Perspektiven auf den Menschen im Zeichen der digitalen Transformation. Wiesbaden: Springer 2022. DOI:10.1007/978-3-658-36220-1. Online unter: https://link.springer.com/book/10.1007/978-3-658-36220-1. ISBN 978-3-658-36219-5.
- Hg. der Buchreihe Theologie und Künstliche Intelligenz. https://www.wbg-wissenverbindet.de/cat/index/sCategory/59440
- Zeig mir deine Technik und ich sag dir, wer du bist? – Was Technikanthropologie ist und warum wir sie dringend brauchen. In: Diebel-Fischer, Hermann/Kunkel, Nicole/Zeyher-Quattlender, Julian (Hg.): Mensch und Maschine im Zeitalter ‘Künstlicher Intelligenz’. Theologische Herausforderungen. Münster: LIT-Verlag 2023. Im Erscheinen.
- Theologie und Künstliche Intelligenz – Perspektiven, Aufgaben und Thesen einer Theologie der Technologisierung. In: Puzio, Anna/Kunkel, Nicole/Klinge, Hendrik (Hg.): Alexa, wie hast du's mit der Religion? Theologie und Künstliche Intelligenz (Theologie und KI 1). Darmstadt: wbg 2023.
- Robot Theology: On Theological Engagement with Robotics and Religious Robots. In: Puzio, Anna/Kunkel, Nicole/Klinge, Hendrik (Hg.): Alexa, wie hast du's mit der Religion? Theologie und Künstliche Intelligenz (Theologie und KI 1). Darmstadt: wbg 2023, ISBN 	978-3-534-40782-8